# Georg Buchholtz
Georg Buchholtz (né à Kežmarok le 3 novembre 1688, mort dans la même ville le 3 août 1737) fut un naturaliste qui enseigna au lycée évangélique de Kežmarok.
Il étudia la théologie et la médecine aux universités de Gdansk, Greifswald et Leipzig. 
On lui doit entre autres: Antra Deminfalvensia admiranda in comitatu Liptoviensi, première carte de grotte en Slovaquie et Prospect eines Theils der Karpathischen Gebirge von der Seite von Lomnitz ohnweit Käyssmarkt, premier panorama des Hautes Tatras comprenant le nom latin et allemand de 28 sommets.

## Référence
1. ↑  (sk) ĽUBOMÍR VILIAM PRIKRYL, « JURAJ BUCHHOLTZ ml. »